# 荒木村次
荒木 村次（あらき むらつぐ）は、安土桃山時代の武将。

## 生涯
摂津池田氏の家臣・荒木村重の長男として誕生。元亀2年（1571年）8月28日の白井河原の戦いで茨木氏が滅亡すると、父から摂津国茨木城主に任命されたが、実質的な城主は荒木氏家臣の中川清秀で、天正5年（1577年）に清秀が正式に茨木城主となると、村次は尼崎城（大物城）に居を移した。
天正6年（1578年）に父が織田信長に反逆した（有岡城の戦い）際、父に協力して有岡城を守っていた。村次は明智光秀の娘を正室に迎えていたが、この時に離別し、後にこの女性は明智秀満と再婚をした。茨木城を守備していた中川清秀が信長に帰順したため、荒木方は不利となる。天正7年（1579年）9月2日、有岡城より逃れてきた父・村重を自身の尼崎城へ迎え入れる。11月19日に信長より「尼崎城と花隈城を明け渡せば、おのおのの妻子を助ける」という約束を取り付け、説得に来た荒木久左衛門らを村重は受け入れなかったため、村重・村次父子は荒木元清のいる花隈城に移り（花隈城の戦い）、最後は毛利輝元を頼って逃亡した。
天正10年（1582年）の信長の死（本能寺の変）後、羽柴秀吉（豊臣秀吉）が台頭すると、秀吉に昔の罪を許されて家臣に迎えられる。天正11年（1583年）の賤ヶ岳の戦いに羽柴方として参戦したが、足を負傷して以後は戦場に出ることは無く、代わりに弟・村基が仕えた。村次自身はその後も大坂に住み、秀吉には折に触れ謁した。秀吉死後は、徳川家康に召抱えられる最中に死去した。
正確な没年は不詳だが、38歳で死去しており、そこから逆算すると生年は永禄4年（1561年）頃と推定される。